# Xylesthia albicans
Xylesthia albicans är en fjärilsart som beskrevs av Braun 1923. Xylesthia albicans ingår i släktet Xylesthia och familjen äkta malar. Inga underarter finns listade i Catalogue of Life.